# Lucy Lawless
Lucille Frances Lawless, nata Ryan, detta Lucy (Auckland, 29 marzo 1968), è un'attrice e cantante neozelandese.

## Biografia
Quinta figlia di Frank e di Julie Ryan, Lucy ha iniziato ad appassionarsi al teatro quando inizia la scuola secondaria. Ha studiato lingue straniere all'università di Auckland, per un anno, poi ha lasciato la scuola ed è partita per l'Europa con il suo ragazzo, Garth Lawless, per viaggiare in Germania e in Svizzera. I due si sono guadagnati da vivere facendo lavori occasionali e addirittura lavorando presso una compagnia mineraria in Australia. Ancora diciannovenne, Lucy si è scoperta incinta in Australia e nel 1988 si è sposata con Garth, a Kalgoorlie. Sua figlia, Daisy Lawless, è nata non appena sono tornati in Nuova Zelanda, il 15 luglio 1988. Lucy e suo marito hanno divorziato nel 1995.
Nel 1990, Lawless ha avuto un piccolo ruolo nella serie televisiva neozelandese, Shark in the Park, assieme all'attore Karl Urban; nel 1995 ebbe un cameo nella serie Hercules: The Legendary Journeys, nel ruolo di una donna guerriera di nome Xena. Si decise di creare uno spin-off della serie Hercules con protagonista Xena, ma per il ruolo di questa non fu scelta Lucy Lawless, ma Vanessa Angel. Tuttavia nel marzo del 1995, al momento di recarsi in Nuova Zelanda per le riprese, Angel si ammalò e non poté partire: i registi decisero allora di scritturare Lawless. Lucy Lawless nella parte di Xena ebbe grande successo, Xena - Principessa guerriera debuttò il 4 settembre 1995. Lo show fu apprezzatissimo e durò ben sei stagioni. Nel 1997, Lawless è stata nominata una delle 50 donne più belle al mondo dalla rivista People.
Lawless ha sposato il produttore esecutivo di Xena, Robert Tapert, il 28 marzo 1998, a Santa Monica, il giorno prima del suo trentesimo compleanno. La coppia ha avuto due figli: Julius Robert Bay Tapert (nato il 16 ottobre 1999) e Judah Miro Tapert (nato il 7 maggio 2002), entrambi nati a Auckland, in Nuova Zelanda. Oltre all'inglese parla anche l'italiano.
È apparsa ne I monologhi della vagina, nei primi due episodi della nona stagione di X-Files (interpretando il ruolo del supersoldato Shannon McMahon), nella breve serie televisiva di Tarzan e in Due uomini e mezzo. Ha avuto delle piccole comparse nei film EuroTrip, Spider-Man e nel film horror Boogeyman - L'uomo nero. Successivamente è stata una delle protagoniste del film Invasion - Il giorno delle locuste e del film Pipistrelli Vampiro. Ha anche interpretato l'agente Morris nel telefilm Veronica Mars, nella puntata intitolata "Il Rapimento". Dal 2005, Lucy ha avuto un ruolo ricorrente in Battlestar Galactica in cui interpreta la giornalista D'Anna Biers, in realtà uno degli otto cyloni, la Numero Tre.
Lawless ha poi preso parte ad un episodio pilota non ordinato poi per diventare un telefilm: Football Wives (2007). Nel 2008 ha preso parte a un episodio di CSI: Miami e a due episodi di The L Word; ha inoltre un ruolo nel film natalizio Racconti incantati accanto a Adam Sandler e Keri Russell. Nel 2009 ha preso parte al film Bitch Slap - Le superdotate, interpretando un piccolo ruolo nella parte di Mother Superior, venendo affiancata dalla sua amica Renée O'Connor nella parte di Sister Batril. Nello stesso anno fa la sua prima apparizione nella serie Angel of Death, più precisamente nel 6º episodio, nel ruolo di Vera. Nel 2010 è tornata in TV nella serie televisiva Spartacus, prodotta dal marito Robert Tapert, in cui ha interpretato il ruolo di Lucretia. La serie è stata trasmessa sul canale americano Starz a partire da gennaio. Nel 2015 interpreta il ruolo di Contessa Palatina Ingrid von Marburg nella serie televisiva Salem e sempre nel 2015 interpreta Ruby Knowby nella nuova serie Ash vs Evil Dead. La sua presenza è stata confermata anche per la terza stagione della serie che vedrà il suo debutto nel febbraio 2018. Dal 22 settembre al 23 dicembre 2017 interpreta Sappho in Pleasuredome musical ad Auckland.
Lawless ha un background musical teatrale, è apparsa a Broadway in una produzione di Grease nel 1997. Ha fatto il suo debutto sul palco del Roxy a Hollywood il 13 gennaio 2007 facendo il tutto esaurito. Ha continuato a perseguire la carriera di cantante dopo aver partecipato al talent show Celebrity Duets. Compare anche nell'ottava puntata della seconda stagione della serie animata BoJack Horseman mentre gioca a poker. Nel febbraio del 2012 è stata arrestata assieme ad altri cinque manifestanti di Greenpeace a seguito del tentativo di bloccare la partenza di una nave volta al trivellamento petrolifero nel Mar Glaciale Artico. Lawless è anche una grande appassionata di arti marziali, ed è cintura nera di Karate Shotokan.

## Filmografia

### Attrice

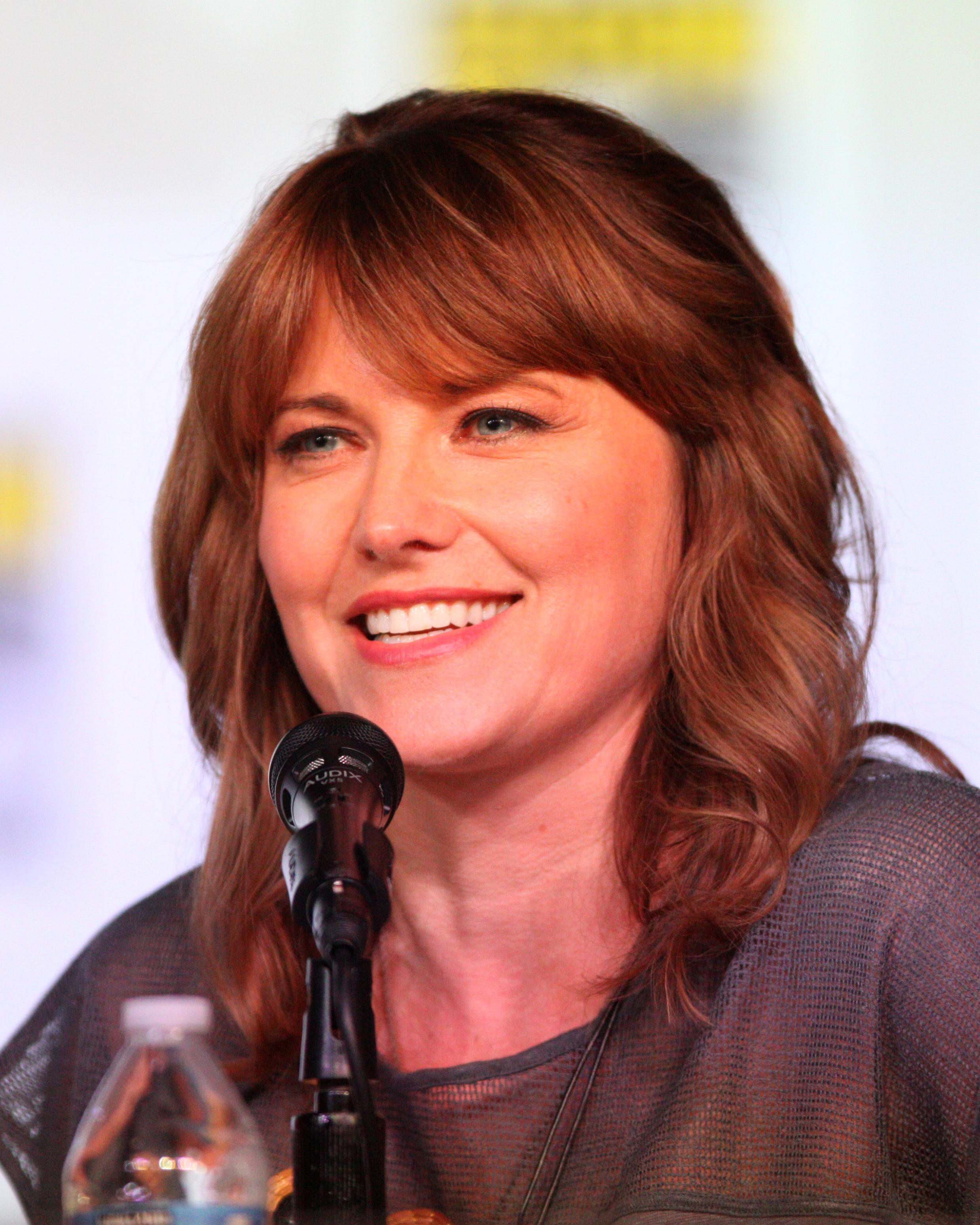
Lucy Lawless nel 2012

#### Cinema
- The End of the Golden Weather, regia di Ian Mune (1991)
- Spider-Man, regia di Sam Raimi (2002)
- EuroTrip, regia di Jeff Schaffer (2004)
- Boogeyman - L'uomo nero (Boogeyman), regia di Stephen Kay (2005)
- The Darkroom, regia di Michael Hurst (2006)
- Racconti incantati (Bedtime Stories), regia di Adam Shankman (2008)
- Bitch Slap - Le superdotate (Bitch Slap), regia di Rick Jacobson (2009)
- The Changeover, regia di Miranda Harcourt e Stuart McKenzie (2017)
- The Breaker Upperers , regia di Madeleine Sami e Jackie van Beek (2018)

#### Televisione
- Funny Business – serie TV, episodi sconosciuti (1989)
- Shark in the Park – serie TV, episodio 3x07 (1990)
- For the Love of Mike – serie TV, episodio 1x06 (1991)
- The Ray Bradbury Theatre – serie TV, episodio 6x13 (1992)
- Affondate il Rainbow Warrior (The Rainbow Warrior), regia di Michael Tuchner – film TV (1993)
- Typhon's People, regia di Yvonne Mackay – film TV (1993)
- Le avventure di Black Stallion (The Adventures of Black Stallion) – serie TV, episodio 3x16 (1993)
- Alta marea (High Tide) – serie TV, episodi 1x08-1x17 (1994-1995)
- Hercules e le donne amazzoni (Hercules and the Amazon Women), regia di Bill L. Norton – film TV (1994)
- Hercules (Hercules: The Legendary Journeys) – serie TV, 8 episodi (1995-1998)
- Xena - Principessa guerriera (Xena: Warrior Princess) – serie TV, 134 episodi (1995-2001)
- Just Shoot Me! – serie TV, episodio 5x14 (2001)
- X-Files (The X Files) – serie TV, episodi 9x01-9x02 (2001)
- The Bernie Mac Show – serie TV, episodio 2x01 (2002)
- Tarzan – serie TV, 7 episodi (2003)
- Perfetti... ma non troppo (Less Than Perfect) – serie TV, episodio 3x04 (2004)
- Due uomini e mezzo (Two and Half Men) – serie TV, episodio 2x18 (2005)
- Pipistrelli vampiro (Vampire Bats), regia di Eric Bross – film TV (2005)
- Invasion - Il giorno delle locuste (Locusts), regia di David Jackson – film TV (2005)
- Battlestar Galactica – serie TV, 16 episodi (2005-2009)
- Veronica Mars – serie TV, episodio 2x11 (2006)
- Burn Notice - Duro a morire (Burn Notice) – serie TV, episodio 1x10 (2007)
- Curb Your Enthusiasm – serie TV, episodio 6x07 (2007)
- CSI: Miami – serie TV, episodio 7x07 (2008)
- The L Word – serie TV, episodi 6x01-6x08 (2009)
- Flight of the Conchords – serie TV, episodio 2x08 (2009)
- Angel of Death, regia di Paul Etheredge – web serie (2009)
- Spartacus – serie TV, 23 episodi (2010-2012)
- Spartacus - Gli dei dell'arena (Spartacus: Gods of the Arena) – serie TV, 6 episodi (2011)
- No Ordinary Family – serie TV, 4 episodi (2011)
- Parks and Recreation – serie TV, 9 episodi (2012-2014)
- Top of the Lake - Il mistero del lago – serie TV, episodi 1x04-1x05 (2013)
- Agents of S.H.I.E.L.D. – serie TV, episodi 2x01-2x02-2x15 (2014-2015)
- The Code – miniserie TV, 6 episodi (2014)
- Salem – serie TV, 15 episodi (2015-2016)
- Ash vs. Evil Dead – serie TV, 27 episodi (2015-2018)
- Alexa - Vita da detective (My Life Is Murder) – serie TV, 38 episodi (2019-in corso)
- Toke, regia di Charlie Haskell, Kewana Duncan – film TV (2020)
- Mr. Corman – serie TV, episodio 1x06 (2021)

#### Cortometraggi
- Within the Law (1990)
- A Bitter Song, regia di Athina Tsoulis (1990)
- Peach, regia di Christine Parker (1995)
- Hercules & Xena: Wizards of the Screen, regia di Ryan A. Harmon (1997)
- Lez Chat, regia di Kyle Dunnigan e Tig Notaro (2010)

### Doppiatrice

#### Cinema
- Hercules and Xena - The Animated Movie: The Battle for Mount Olympus, regia di Lynne Naylor (1997)
- Licantropia Evolution - Ritorno al presente, regia di John Fawcett (2000) - voce, non accreditata
- Dragonlance: Dragons of Autumn Twilight, regia di Will Meugniot (2008)
- Justice League: The New Frontier, regia di Dave Bullock (2008)
- Mosley, regia di Kirby Atkins (2019)
- The Spine of Night, regia di Philip Gelatt e di Morgan Galen King (2021)
- Minions 2 - Come Gru diventa cattivissimo (Minions: The Rise of Gru), regia di Kyle Balda (2022)

#### Televisione
- I Simpson - serie TV, episodio 11x04 (1999)
- American Dad - serie TV, episodio 6x11 (2011)
- Adventure Time - serie TV, episodio 6x21 (2014)
- Teenage Mutant Ninja Turtles - Tartarughe Ninja - serie TV, episodio 4x09 (2016)
- Star Wars Resistance - serie TV, 2 episodi (2020)
- I Greens in città - serie TV, episodio 2x17 (2020)

#### Videogiochi
- Hunted: The Demo's Forge, regia di Sam Riegel (2011)
- Dr. Grordbort's Invaders, regia di Greg Broadmode (2018)

## Discografia
- Come 2 Me
- Come To Mama: Lucy Lawless In Concert: The Roxy Theater In Hollywood

## Doppiatrici italiane
Nelle versioni in italiano delle opere in cui ha recitato, Lucy Lawless è stata doppiata da:
- Alessandra Cassioli in Hercules, Xena - Principessa guerriera, Eurotrip, Spartacus, Spartacus - Gli dei dell'arena, Agents of S.H.I.E.L.D., Ash vs. Evil Dead
- Roberta Pellini in X-Files, Tarzan, Invasion - Il giorno delle locuste
- Sabrina Duranti in Battlestar Galactica, Pipistrelli Vampiro
- Roberta Paladini in Veronica Mars, The L Word
- Irene Di Valmo in CSI: Miami, No Ordinary Family
- Francesca Fiorentini in Racconti incantati, Salem
- Giovanna Martinuzzi in Spider-Man
- Emilia Di Pangrazio in Bitch Slap - Le superdotate
- Silvia Pepitoni in Hercules e le donne amazzoni
- Giò Giò Rapattoni in Perfetti... ma non troppo
- Alessandra Korompay in Due uomini e mezzo
- Laura Romano in Burn Notice - Duro a morire
- Gilberta Crispino in Top of the Lake - Il mistero del lago
- Anna Cugini in Alexa - Vita da detective
- Laura Boccanera in Hercules (1x03)

Da doppiatrice è sostituita da:
- Francesca Draghetti in Minions 2 - Come Gru diventa cattivissimo